# Włodzimierz Zagórski (generał)
Włodzimierz Zagórski h. Ostoja (ur. 22 lipca 1882 w Saint-Martin-Lautosque, zm. po 6 sierpnia 1927) – generał brygady pilot Wojska Polskiego, który, według jednych teorii zaginął 6 sierpnia 1927 po opuszczeniu Wojskowego Więzienia Śledczego nr III w Wilnie, według innych – został, rzekomo zamordowany, na rozkaz samego Józefa Piłsudskiego, lub jego fanatycznych zwolenników.

## Życiorys

### Młodość
Urodzony we Francji 22 lipca 1882 r. w Saint Martin Lantosque k. Nicei, tam zdobył wszechstronne wykształcenie. Studia prawnicze i handlowe ukończył we Francji i Austrii. Znał dobrze sześć języków, m.in. francuski i niemiecki. Na swój koszt odbył kursy pilotażu. Pochodził z licznej rodziny Zagórskich (rodzina szlachecka) mieszkającej na Mazowszu, w Warszawie, Lubelszczyźnie, w Lublinie i Krakowie. Ojcem jego był Jan Zagórski powstaniec styczniowy, wywieziony na Syberię, z której zbiegł do Francji. Jego matką była Anna Kozłow, dama dworu Romanowów, córka generała Kozłowa. Jego bratem był Juliusz Ostoja-Zagórski (1878–1919), także oficer Legionów.
Uczył się w C.K. III Gimnazjum w Krakowie, gdzie w 1900 ukończył VIII klasę i zdał egzamin dojrzałości (w jego klasie był m.in. Aleksander Skrzyński).

### Służba w c. i k. Armii i Legionach Polskich
W 1900 rozpoczął służbę wojskową w cesarskiej i królewskiej Armii. 18 sierpnia 1902 został mianowany porucznikiem (niem. Leutnant) ze starszeństwem z 1 września 1902 w korpusie oficerów artylerii polowej i wcielony do 11 pułku artylerii korpuśnej we Lwowie. W latach 1907–1910 był słuchaczem Szkoły Wojennej (niem. Kriegsschule) w Wiedniu. W międzyczasie awansował na nadporucznika (niem. Oberleutnant) ze starszeństwem z 1 maja 1909. W 1910 jako oficer przydzielony do Sztabu Generalnego został skierowany do 24 Brygady Piechoty w Krakowie. Po roku przeniesiony został do K.u.k. Evidenzbureau, prowadzącego wywiad wojskowy. Służył w komórce organizacyjnej ukierunkowanej na rosyjskie siły zbrojne oraz polskie organizacje paramilitarne, nakierowane na walkę nieregularną na terenie Kraju Przywiślańskiego Imperium Rosyjskiego. Władający wieloma językami Zagórski był funkcjonariuszem II Oddziału Sztabu Generalnego (Evidenzbureau) w Wiedniu. Podlegały mu odpowiednie wysunięte ekspozytury wywiadowcze (Hauptkundschaftstellen) w Krakowie, Przemyślu oraz Lwowie. Wielokrotnie za pośrednictwem kierowników poszczególnych ekspozytur wywiadu kontaktował się z Józefem Piłsudskim, który systematycznie składał mu meldunki o sytuacji w Przywiślańskim Kraju. W zamian Piłsudski otrzymywał środki finansowe, które przeznaczał na rozwój polskich organizacji strzeleckich.

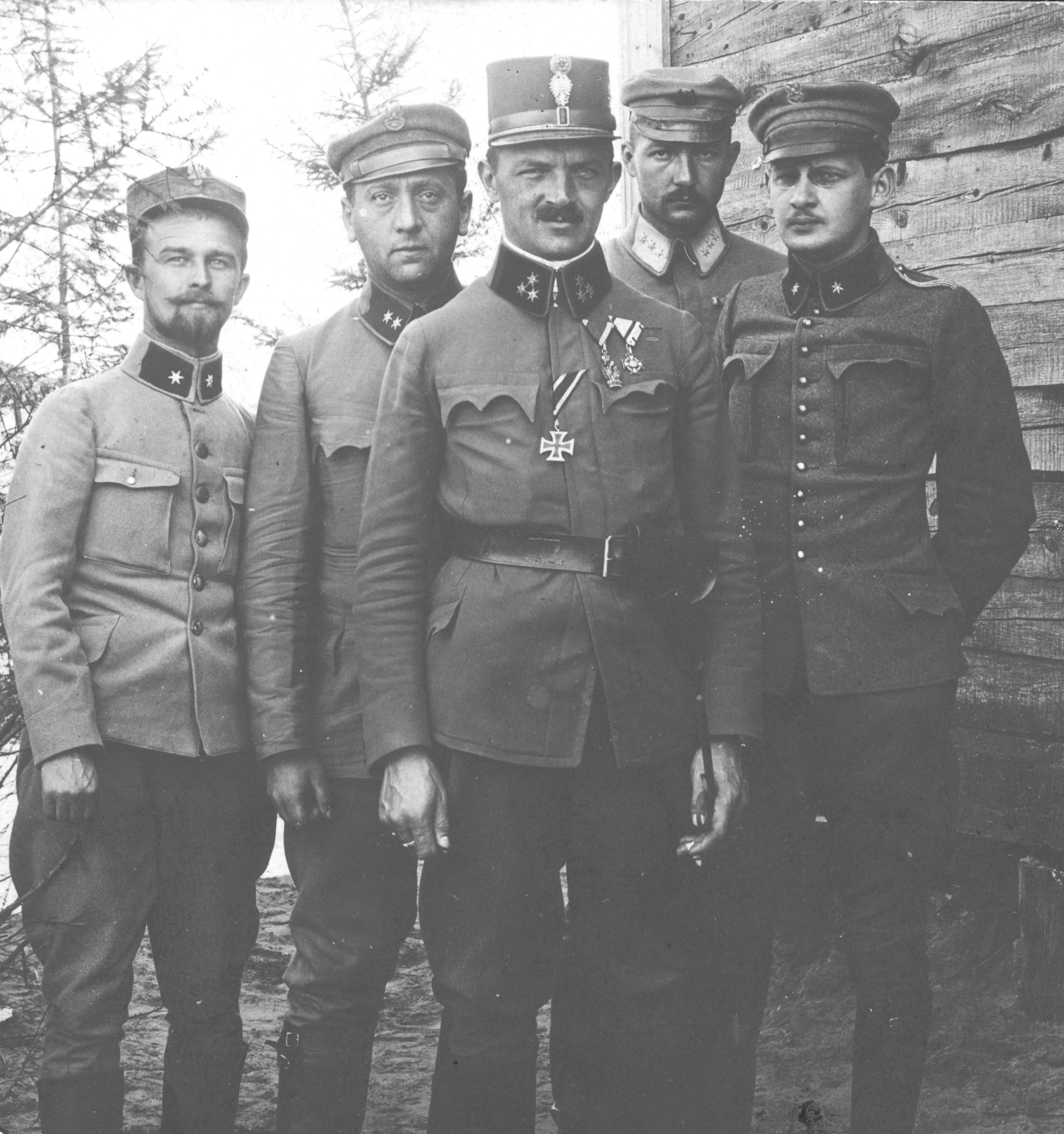
Kapitan Włodzimierz Zagórski ze sztabem 2 pułku piechoty Legionów

Od sierpnia 1914 do czerwca 1916 Włodzimierz Zagórski, został na własną prośbę oddelegowany do formowanych z udziałem Evidenzbureau Legionów Polskich w randze kapitana Sztabu Generalnego – zostając w ten sposób niejako zwierzchnikiem brygadiera Piłsudskiego, co stało się zarzewiem stałego antagonizmu. Kapitan Zagórski został szefem sztabu Komendy Legionów Polskich. W czasie gdy komendantem Legionów był gen. Karol Durski-Trzaska, Zagórski stał się faktycznym decydentem w sprawach Legionów, uzależniając sędziwego generała od swoich decyzji.
Wówczas pogłębiła się wzajemna niechęć zawodowego oficera wywiadu austriackiego Zagórskiego z pozbawionym wykształcenia wojskowego, obdarzonym szerszą wizją polityczną Piłsudskim. Od czerwca 1916 do lipca 1917 Zagórski był dowódcą 3 pułku piechoty II Brygady Legionów. Wówczas doszło do kryzysu przysięgowego, podczas którego Zagórski opowiedział się za złożeniem przysięgi i zachęcał do tego. Po latach w zmienionej konfiguracji społeczno-politycznej znaleźli się tacy, którzy twierdzili nawet, że idącym na internowanie w Szczypiornie Polakom Zagórski wygrażał: – „Szaleńcy! Wy zdechniecie!”. W odpowiedzi idące boso ponoć kolumny ryknęły mu Pierwszą Brygadę, a piątą strofę Nie chcemy dziś od was uznania... kończąc słowami „j–ł was pies” . Od lipca 1917 do lutego 1918 dowódca pułku artylerii Polskiego Korpusu Posiłkowego. Po przebiciu się II Brygady pod Rarańczą – usunięty z Legionów za działanie na szkodę armii austriackiej i internowany w Huszt (ob. Chust), później oddany pod sąd wojskowy. Jako główny oskarżony odizolowany od pozostałych Legionistów i szczególnie szykanowany. Uniknął kary śmierci dzięki cesarskiej abolicji.

### Służba w Wojsku Polskim

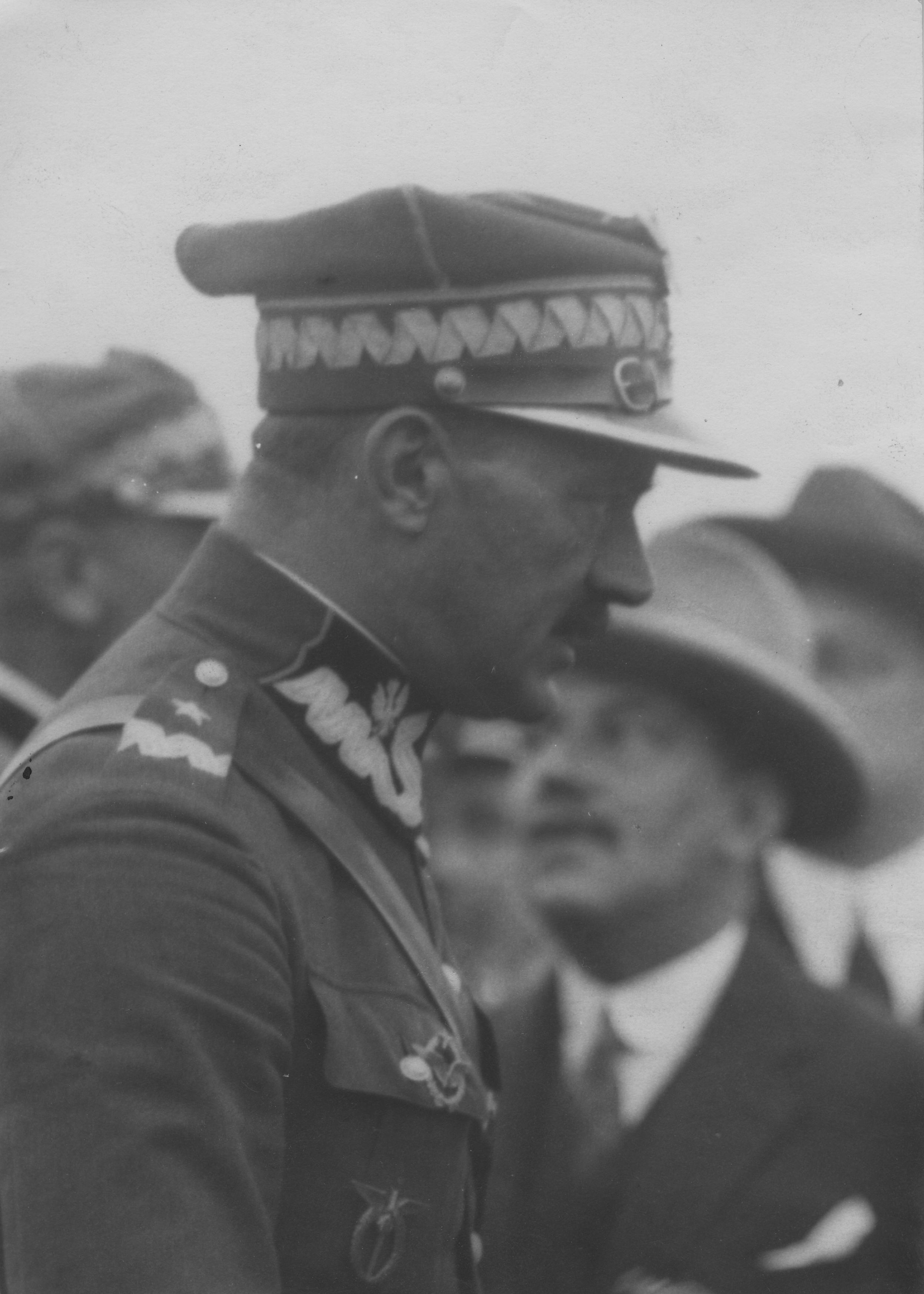
Generał Włodzimierz Zagórski po powrocie z Hiszpanii, 1925

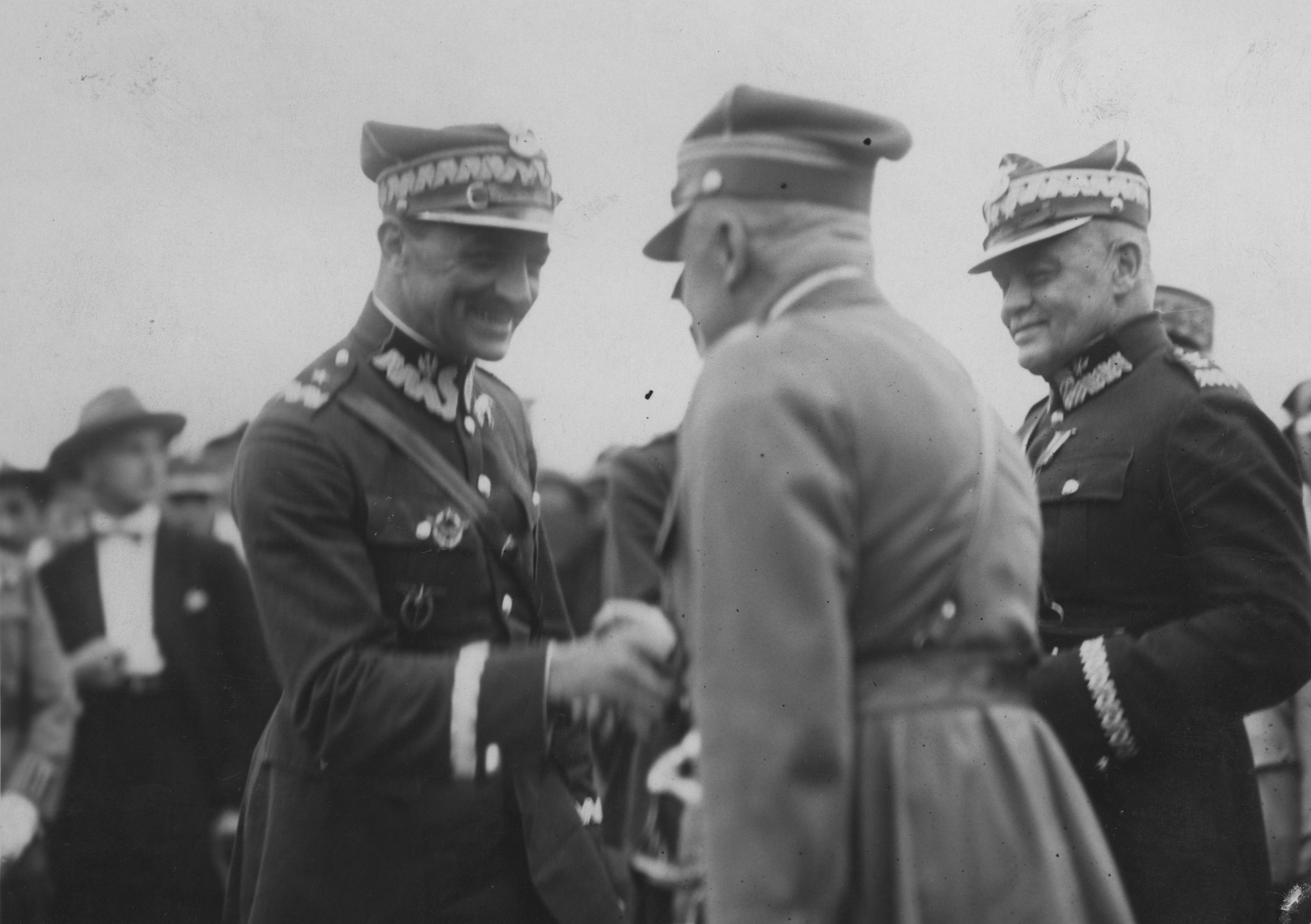
Generał Włodzimierz Zagórski po powrocie z Hiszpanii, 1925

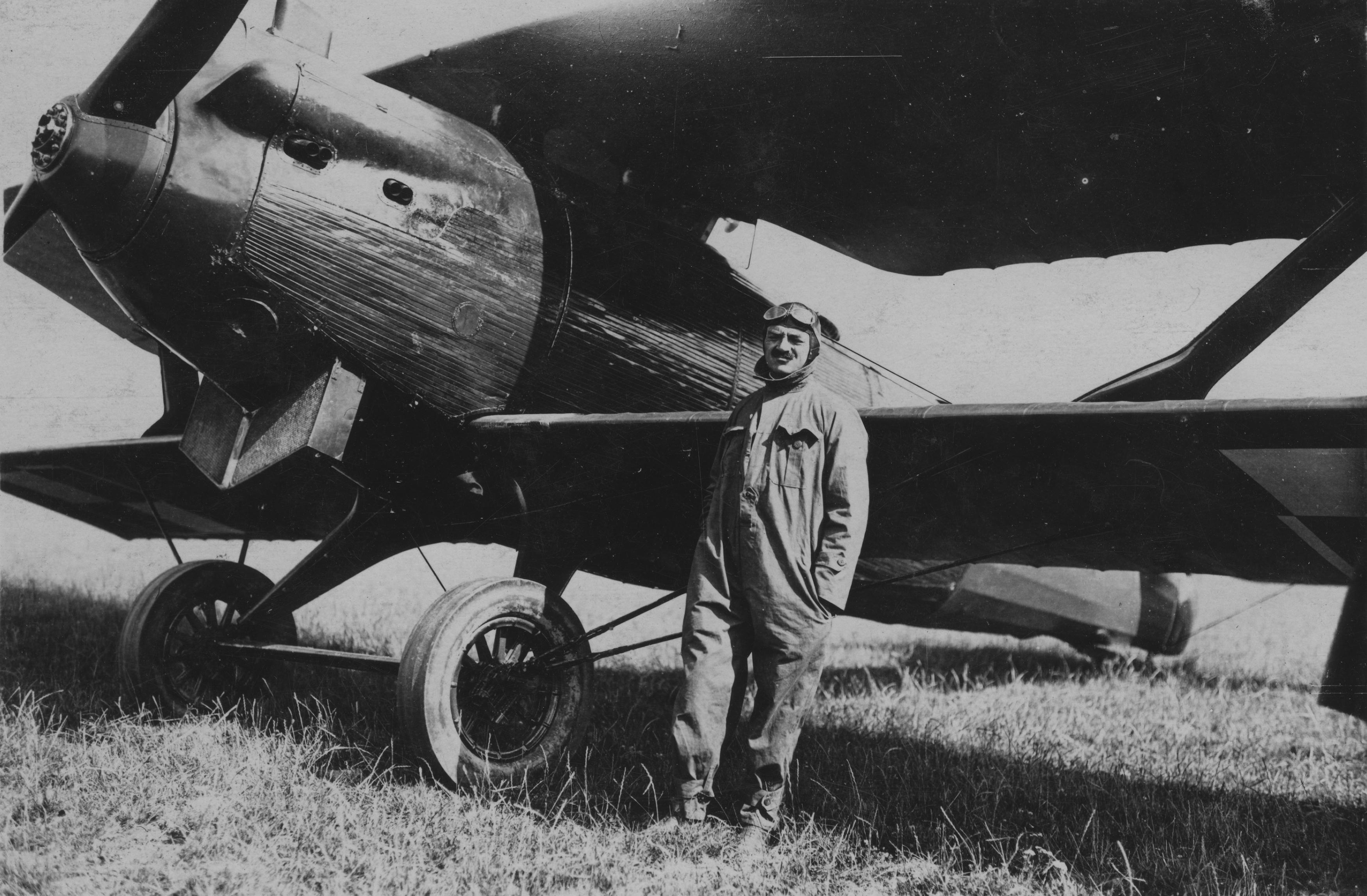
Zagórski w stroju lotniczym, 1925

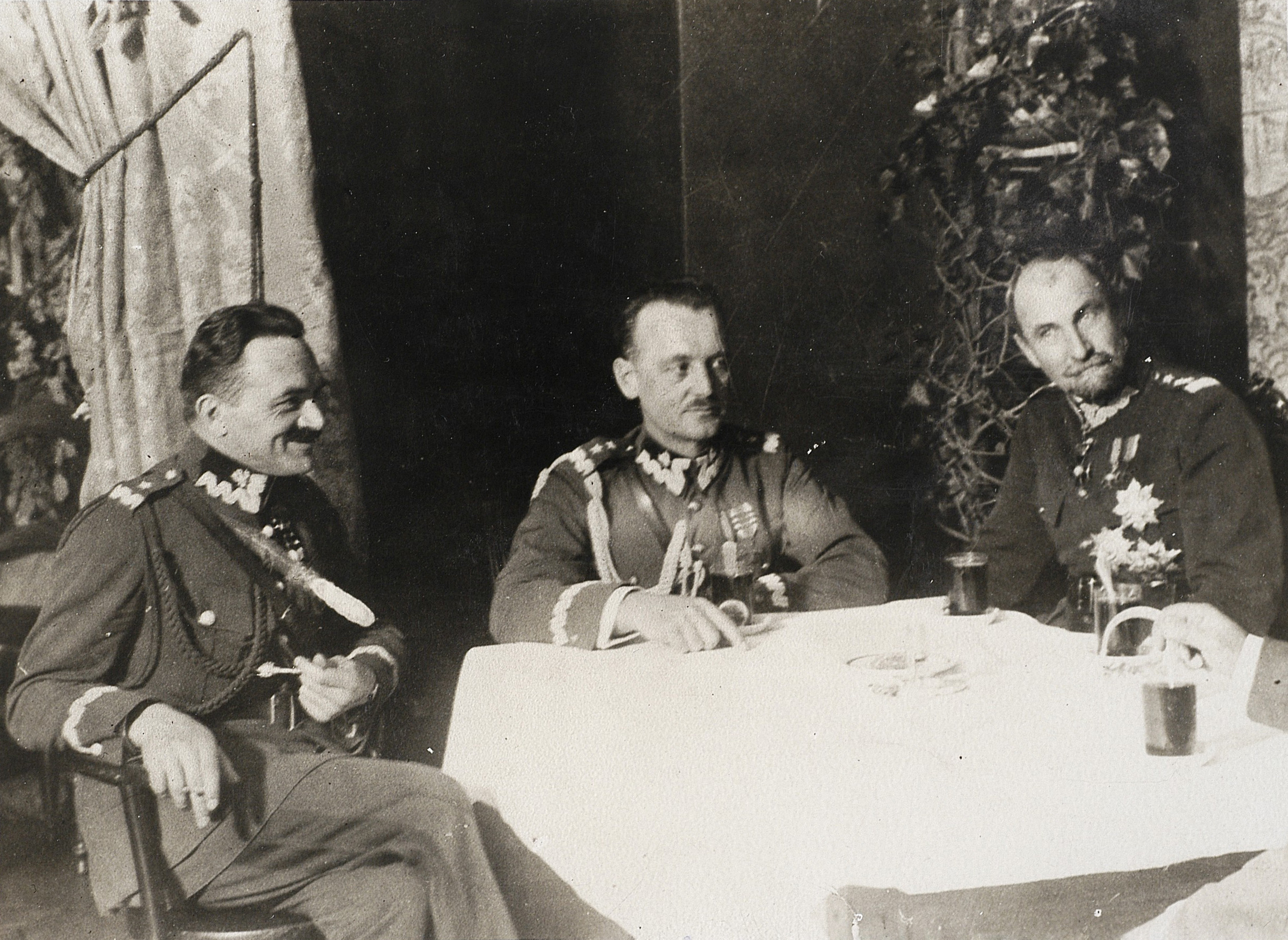
Generałowie Włodzimierz Zagórski, Władysław Sikorski i Tadeusz Rozwadowski, 1925

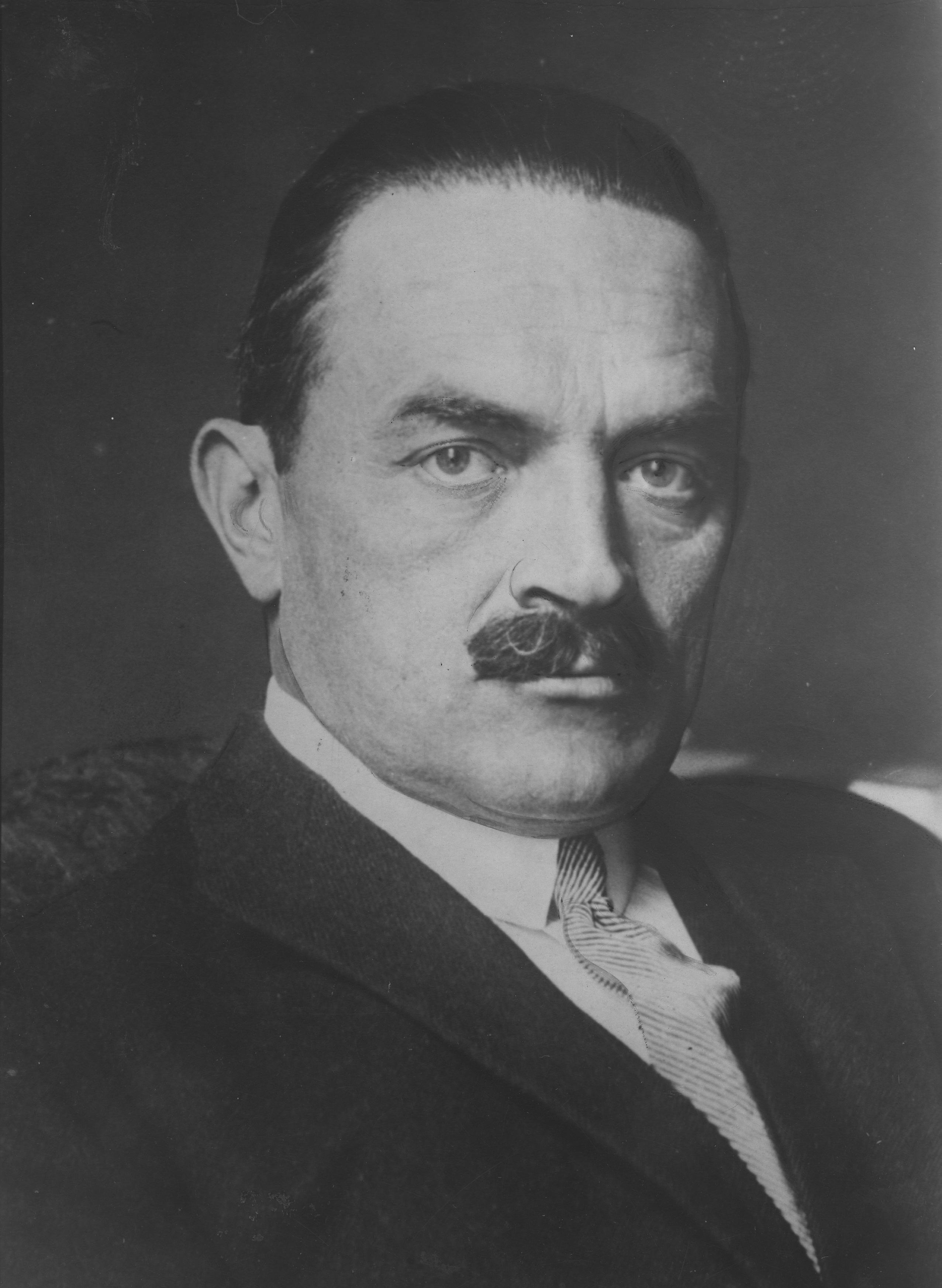
Generał brygady Włodzimierz Zagórski – fotografia portretowa w cywilnym ubraniu

Po przejęciu przez Radę Regencyjną władzy nad wojskiem dowództwo Wojska Polskiego, jako Szef Sztabu Wojsk Polskich, objął gen. Tadeusz Rozwadowski. Natomiast awansowany na podpułkownika Zagórski pełnił funkcję zastępcy Szefa formującego się Sztabu Generalnego. Szef Sztabu wraz ze swymi współpracownikami przystąpił do intensywnych prac nad organizacją centralnych instytucji wojskowych oraz nowych oddziałów Wojska Polskiego. Podstawą tych działań były projekty opracowane przez Włodzimierza Zagórskiego.
Po 10 listopada 1918 r. Zagórski w związku z objęciem władzy nad wojskiem przez Józefa Piłsudskiego został faktycznie zmuszony do opuszczenia służby. Wrócił po rozpoczęciu wojny polsko-bolszewickiej. Był m.in. dowódcą Dywizji Ochotniczej, a także szefem sztabu Frontu Północnego (dowódca gen. Józef Haller). Brał udział w Bitwie Warszawskiej. Generał Sikorski wnioskował o odznaczenie go Virtuti Militari za zasługi wojenne. 20 września 1920 został mianowany z dniem 1 kwietnia 1920 pułkownikiem.
Pełniący obowiązki dowódcy (25 IX – 23 XI 1920) i dowódca 4 Dywizji Piechoty. 9 kwietnia 1921, na własną prośbę, przeniesiony został do Rezerwy armii. Zajął się działalnością gospodarczą. Formalnie współzałożyciel i czasowo członek zarządu Spółki Akcyjnej „Francopol” zajmującej się dostawami sprzętu lotniczego dla armii. W marcu 1923 ówczesny Minister Spraw Wojskowych, gen. dyw. Kazimierz Sosnkowski powołał go do służby czynnej i mianował szefem Wydziału Przemysłu Wojennego Szefostwa Administracji Armii. Wkrótce mianowany został szefem Departamentu Przemysłu Wojennego MSWojsk. 15 listopada 1923 został przemianowany z dniem 1 listopada 1923 na oficera zawodowego w stopniu pułkownika Sztabu Generalnego ze starszeństwem z 1 czerwca 1919 i 6,5. lokatą w korpusie oficerów artylerii.
31 marca 1924 Prezydent RP Stanisław Wojciechowski na wniosek Ministra Spraw Wojskowych, gen. dyw. Władysława Sikorskiego awansował go na stopień generała brygady ze starszeństwem z 1 lipca 1923 i 9. lokatą w korpusie generałów.
17 sierpnia 1924 generał Sikorski powierzył mu pełnienie obowiązków szefa Departamentu IV Żeglugi Powietrznej Ministerstwa Spraw Wojskowych. Forsował wtedy kontrowersyjny plan szerokiej rozbudowy polskiego lotnictwa, w pierwszym etapie m.in. w oparciu o zakupy maszyn we Francji. Polska uzyskała wtedy dużą francuską pomoc finansową na zakup samolotów. Posunięcia te były wówczas bardzo krytykowane przez piłsudczyków, jako hamujące rozwój rodzimych konstrukcji lotniczych. Bliskim współpracownikiem Zagórskiego był gen. Władysław Sikorski.
Latem 1925 dowodził eskadrą sześciu samolotów (Potez XV i Breguet 19) lecących rajdem o charakterze sportowym i propagandowym, trasą blisko 5 tys. km do Hiszpanii i Portugalii po drodze odwiedzając też Francję, Wielką Brytanię, Jugosławię i Czechosłowację, na zaproszenie tamtejszych sztabów i organizacji lotniczych.
Czynione z wielkim rozmachem zakupy samolotów sprawiły, że około 1925 lotnictwo polskie było, pod względem liczby posiadanego sprzętu, jednym z najsilniejszych w Europie. O ile jednak niektóre z zakupionych maszyn były na dobrym poziomie konstrukcyjnym (np. Breguet XIX czy Potez XXV), inne miały niewłaściwą konstrukcję (np. znany z licznych wypadków, w tym 31 śmiertelnych, Blériot-SPAD S.61), lub słabe osiągi (Farman F-68 Goliath). Ponadto wysokie stany sprzętowe kontrastowały z niskim stanem osobowym, stąd większość polskich eskadr lotniczych nie miała zdolności bojowej, a nawet ćwiczebnej. Dlatego Zagórski ogromną energię skierował na rozwój szkolnictwa i infrastruktury lotniczej i tak m.in. zarówno Szkoła Orląt w Dęblinie, jak i warszawskie lotnisko na Okęciu początki mają w krótkim epizodzie aktywnej działalności generała Zagórskiego jako szefa Departamentu Żeglugi Powietrznej.
Od początku 1926 osoby z otoczenia Piłsudskiego były źródłem oskarżeń, że generał był zamieszany w aferę korupcyjną w armii, związaną z firmą Francopol, której był udziałowcem i członkiem zarządu, i kapitałem francuskim. 18 marca 1926 minister spraw wojskowych generał broni Lucjan Żeligowski zwolnił go ze stanowiska szefa Departamentu IV M.S.Wojsk. i pozostawił w dyspozycji szefa administracji armii. Powodem zwolnienia była afera korupcyjna gen. Zagórskiego, który przeprowadził fikcyjne zakupy, „okazyjnie”, samolotów, które niszczały pod francuskim niebem. Szef departamentu Lotnictwa nie przygotował bowiem ani hangarów ani nie zadbał o transport.
Prowadzona wówczas była głośna kampania prasowa dotycząca udziału Zagórskiego w aferze Francopolu,. Zagórski od 1921 był akcjonariuszem Francopolu, aczkolwiek na zakup od tej firmy partii 100 silników lotniczych i 100 myśliwców Spad 61 uzyskał zezwolenie Prokuratorii Generalnej. Francopol nie podjął produkcji samolotów w Polsce. Wrócił do służby po kolejnym objęciu stanowiska premiera przez Wincentego Witosa
Zwolennicy Zagórskiego uważają, że był jedną z osób, która rozumiała rolę nowoczesnego uzbrojenia, a w szczególności lotnictwa, dla prowadzenia wojny. Główny oponent Zagórskiego i następca na stanowisku szefa Departamentu Żeglugi Powietrznej pułkownik Rayski przykrywając własne zaniechania i błędy forsował pogląd odmienny, mianowicie, że nadmierne zakupy sprzętu, którego nie były w stanie wchłonąć istniejące eskadry, spowodowały zapóźnienie techniczne w następnych latach (np. samoloty Potez XXV wprowadzano do użytku w lotnictwie jeszcze w latach trzydziestych jako całkowicie nieużywane, zaś nowe samoloty PWS-10 wyposażano w przestarzałe silniki zakupione przez Zagórskiego we Francji, ponieważ dysponowano ich nadmiarem). Posiadano bowiem dużą liczbę przestarzałego, a w ogóle nie użytego jeszcze sprzętu, zakupionego za kredyt francuski. Rozpoczęcie jego spłaty utrudniało zaś wymianę sprzętu na nowszy, produkowany przez polskie wytwórnie, bowiem wywołało chroniczne zadłużenie lotnictwa wojskowego.
Jedyny egzemplarz samolotu Martinsyde F.4 Buzzard, jaki użytkowano w Polsce, był samolotem dyspozycyjnym Zagórskiego, pomalowanym w całości w charakterystyczne biało-czerwone pasy.
W latach 20. był członkiem władz Wojskowego Klubu Samochodowego i Motocyklowego.

### Przewrót majowy i uwięzienie
W przewrocie majowym Włodzimierz Zagórski opowiedział się po stronie legalnego rządu Wincentego Witosa. 12 maja z rozkazu gen. T. Rozwadowskiego objął dowództwo grupy lotniczej w Warszawie, w miejsce płk. Ludomiła Rayskiego z zadaniem rozproszenia zdążających na Warszawę sił podporządkowanych Piłsudskiemu. Jako dowódca lotnictwa, bardzo szybko opanował sytuację na warszawskim lotnisku wojskowym. W dodatku dokonał zarekwirowania kilku samolotów cywilnych i wykonując rozkazy zwierzchników kierował lekkimi, wręcz symbolicznymi bombardowaniami wojsk Piłsudskiego.
Oskarżony m.in. o osobiste bombardowanie lotnicze wojsk marszałka, Zagórski został internowany 15 maja 1926 w Wilanowie, po kilku dniach przewieziony do Wilna i uwięziony wraz z gen. Tadeuszem Rozwadowskim i trzema innymi generałami w Wojskowym Więzieniu Śledczym nr III na Antokolu na ponad rok. Warunki w więzieniu były ciężkie, cele nieogrzewane, reżim więzienny surowy jak to uzasadniano w interesie śledztwa. Kiedy w październiku 1926 Wojskowy Sąd Okręgowy Nr III w Wilnie wydał orzeczenie w sprawie gen. Rozwadowskiego, że powinien on zostać natychmiast zwolniony, prokurator wojskowy przedłużył areszt śledczy dla wszystkich pięciu generałów z powodów „interesów wojska pierwszorzędnej wagi”.
Zagórski rzeczywiście wydawał rozkazy lotnictwu, ale wykonywał w tym zakresie rozkazy zwierzchników, generałów Rozwadowskiego i Malczewskiego. Wbrew rozpuszczanym o nim plotkom, sam nigdy nie pilotował żadnego z bombardujących wojska Piłsudskiego samolotów. Postawiono mu też szereg zarzutów natury kryminalnej w związku z niedopełnieniem obowiązków w sprawie Francopolu, ale nie sformułowano ostatecznie żadnego aktu oskarżenia. Dopiero w kwietniu 1927, kiedy profesor Uniwersytetu w Wilnie i sympatyk Piłsudskiego Marian Zdziechowski opublikował broszurę w obronie uwięzionych generałów – Sprawa sumienia polskiego, nacisk opinii publicznej spowodował zmianę stanowiska władz wojskowych i w konsekwencji uwolnienie generałów.

### Zaginięcie Zagórskiego

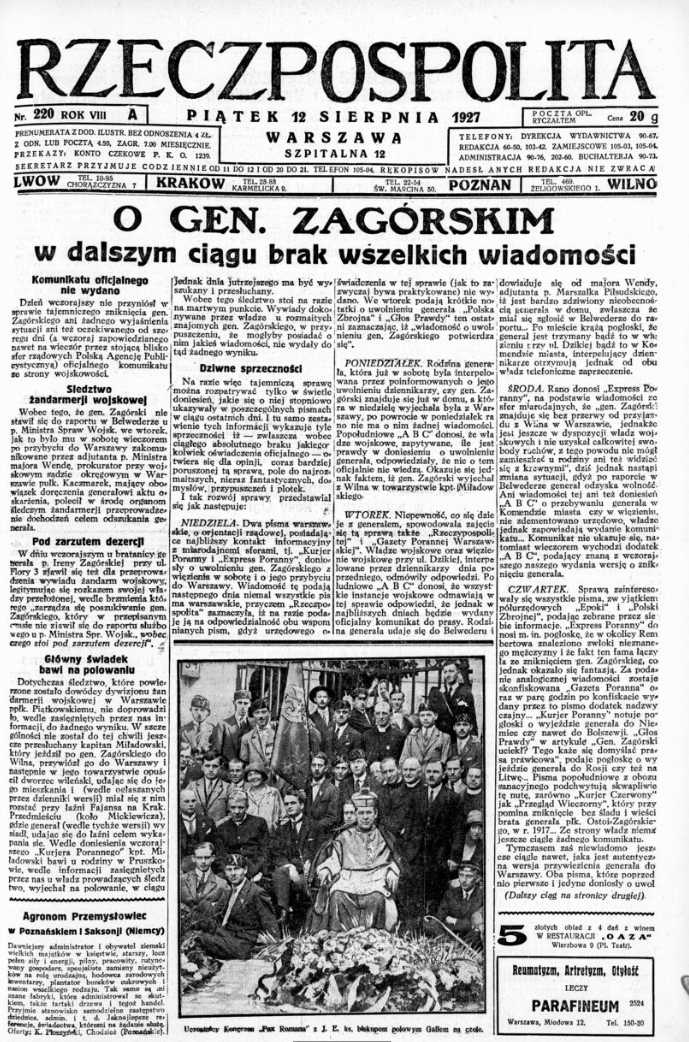
Rzeczpospolita z 12 sierpnia 1927 opisująca zniknięcie gen. Zagórskiego

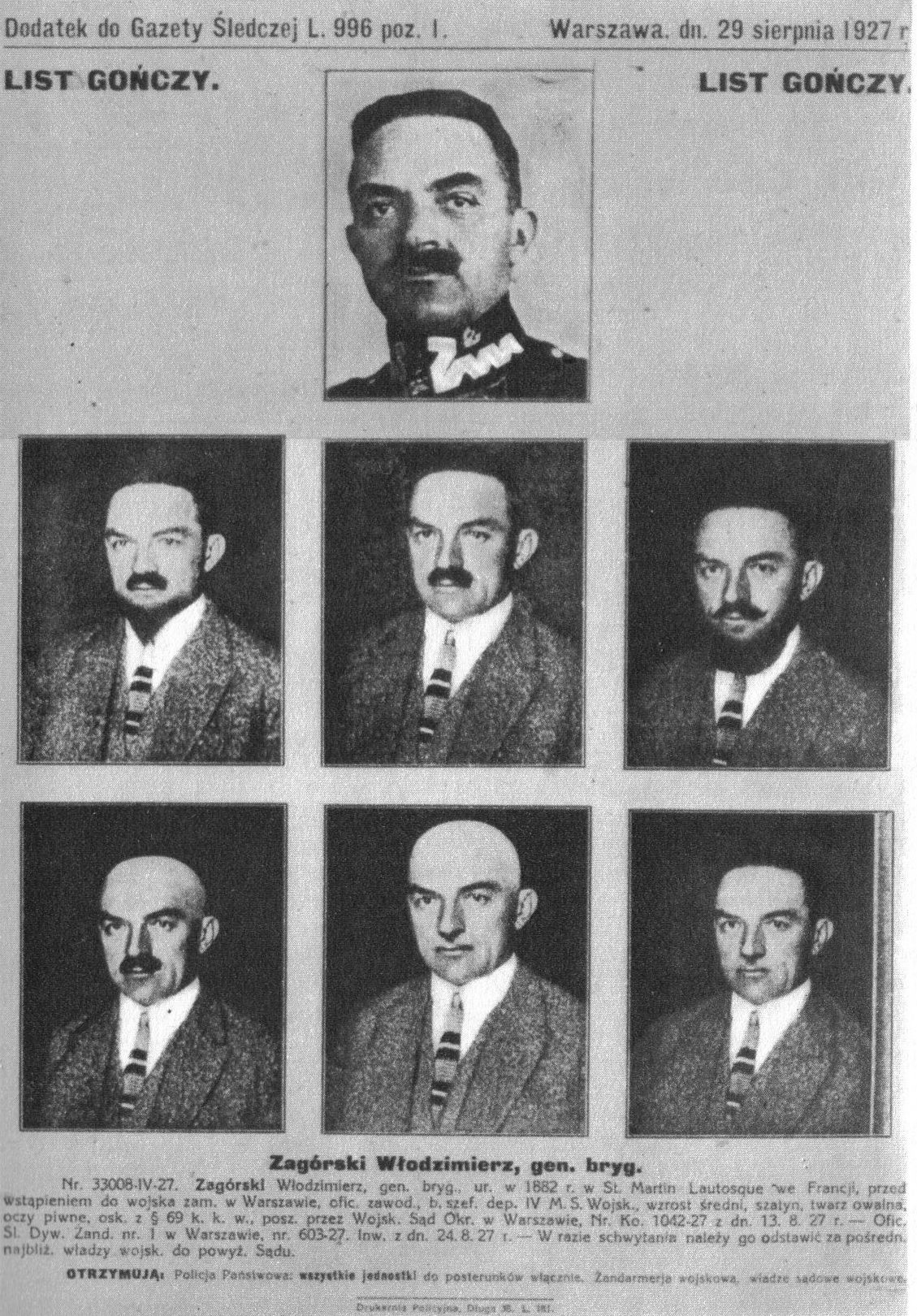
List gończy za gen. Zagórskim, ogłoszony trzy tygodnie po zaginięciu (został oskarżony o dezercję)

6 sierpnia 1927, w rocznicę wymarszu 1 Kompanii Kadrowej, obchodzoną przez legionistów na zjeździe w Szczypiornie, został odebrany z więzienia przez adiutanta marszałka Piłsudskiego, kapitana Lucjana Miładowskiego. Tego dnia rano o godz. 8.20, w dostarczonym mu ubraniu cywilnym, w towarzystwie kpt. Lucjana Miładowskiego wyjechał pociągiem osobowym nr 714 z Wilna do Warszawy. W stolicy miał stawić się do raportu u Marszałka Polski Józefa Piłsudskiego. Ten jednak przebywał wówczas w Kaliszu. Zagórski został podwieziony na ulicę Flory, do rodziny, ale gdy przejeżdżał Krakowskim Przedmieściem powiedział, że chciałby wysiąść i pójść do łaźni. W okolicach łaźni Fajansa ślad po nim się urywa. W Roczniku Oficerskim z 1928 został wykazany w korpusie generałów jako zaginiony. Prasa twierdziła, że Zagórski miał romans, a piłsudczycy podejrzewali go o dezercję. Sukcesywnie w prasie pojawiały się informacje o tym, że generał widziany był na plaży w Warszawie, w Zakopanem, tudzież Afryce. Kontrowersje budziła sprawa listów adresowanych do Zarządu Kasyna Oficerskiego I Pułku Lotniczego oraz do Zarządu Funduszu dla wdów i sierot po Poległych Lotnikach, napisanych rzekomo przez Zagórskiego. Z ich treści wynikało, że zaginiony winny był dość dużą sumę pieniędzy. Przy czym dług był systematycznie spłacany aż do kwietnia 1927 r. Grafolodzy potwierdzili autentyczność korespondencji. Wątpliwości budził papier, na którym pisano te listy – niedostępny wówczas w Gdańsku, a używany przez berlińską policję.
Po wykryciu źródła ulotki pt. Prawda o generale Zagórskim i stwierdzeniu, że organizacja Obóz Wielkiej Polski rozwija działalność szkodliwą i godzącą w interesy państwa, orzeczeniem Dyrekcji Policji Państwowej z 11 października 1927 zawieszono działalność organizacji Obóz Wielkiej Polski Dzielnicy Małopolskiej, Okręgu województwa lwowskiego i miejscowego dla m. Lwowa oraz Sekcji Młodych oraz zakazano rozwijania działalności tych organizacji.
Według powojennej relacji brat Zagórskiego miał powiedzieć, że generał nie zginął, tylko wyjechał do Egiptu i tam zajął się handlem. Według prof. Zbigniewa Wójcika Zagórski związany był z wywiadem francuskim i po uwolnieniu został przez ten wywiad wycofany.
Zagórski w czasie pobytu w więzieniu pisał pamiętniki, w których krytykował działalność Marszałka Polski. Jako oficer sekcji wywiadowczej armii austriackiej znał doskonale kontakty Piłsudskiego z Evidenzbüro HK-Stelle. Jako przeciwwaga powstała też teza, jakoby został zamordowany z rozkazu Józefa Piłsudskiego. Zagórski jednak nie był jedynym człowiekiem, który znał przeszłość Piłsudskiego. Wiedział o tym m.in. generał Józef Rybak, któremu nic się z tego powodu nigdy nie stało.
Los generała Zagórskiego do dziś jest tajemnicą i źródłem kontrowersji. W wydanej w 2016 książce Sprawa Generała Zagórskiego. Zabójstwo prawie doskonałe Andrzej Ceglarski przedstawia tezę, że generał został za przyzwoleniem Józefa Piłsudskiego zamordowany przy udziale płk. Wacława Kostka-Biernackiego w jednym z fortów twierdzy w Brześciu nad Bugiem.

## Awanse
- kapitan (Hauptmann) – 1 listopada 1913
- major (Major) – 14 marca 1917 ze starszeństwem z 1 października 1916[32]
- podpułkownik – 18 października 1918 ze starszeństwem z 1 stycznia 1918 przez Radę Regencyjną[33]
- pułkownik – 20 września 1920 z dniem 1 kwietnia 1920, a w następnym roku zweryfikowany ze starszeństwem z 1 czerwca 1919
- generał brygady – 31 marca 1924 ze starszeństwem z 1 lipca 1923 i 9 lokatą w korpusie generałów

## Ordery i odznaczenia
- Krzyż Komandorski Orderu Odrodzenia Polski (7 listopada 1925)[34]
- Krzyż Walecznych czterokrotnie
- Wielki Oficer Orderu Gwiazdy Rumunii z mieczami (Rumunia)
- Komandor Orderu Gwiazdy Rumunii (1919)
- Komandor Orderu Legii Honorowej (Francja, 1919)[35]
- Oficer Orderu Legii Honorowej (Francja, 1915)
- Oficer Orderu Zasługi (1917)
- Kawaler Orderu Legii Honorowej (Francja, 1901)
- Krzyż Żelazny II klasy (Prusy, 1916)[36][37]
- Order Korony Żelaznej III klasy z dekoracją wojenną (Austro-Węgry, 1916)[36][38]
- Krzyż Zasługi Wojskowej III klasy (Austro-Węgry)